# محيي الدين عبد الحميد (سياسي)
الزعيم الركن محيي الدين عبد الحميد هو سياسي وعسكري عراقي راحل، كان عضوا في حركة الضباط الأحرار الذين قادوا ثورة 14 تموز عام 1958 والقضاء على الحكم الملكي في العراق.

## حياته ونشأته
ولد في بغداد سنة 1914 وقد أتم الدراسة الثانوية فيها، ودخل الكلية العسكرية العراقية وتخرج فيها برتبة ملازم ثان سنة 1936. كذلك هو خريج كلية الأركان.. التحق اثناء ممارسة أعماله العسكرية بكلية الحقوق ببغداد وتخرج فيها سنة 1951. اشترك في دورات عسكرية مختلفة في العراق وإنكلترا وشمال افريقيا. تقلب في مناصب عسكرية مختلفة، ومناصب ركن عديدة في مقرات الفرق ودوائر الأركان العامة وعين ملحقا عسكريا في عمان بالأردن.

## بعد 14 تموز 1958
عين بعد الثورة قائداً للفرقة المدرعة الرابعة، التي كان واجبها الدفاع عن الجبهة الغربية تجاه الأردن، وفي شباط 1959، عين وزيرا للمعارف بدلا من السيد هديب الحاج حمود وزير الزراعة الذي كان يشغل المنصب بالوكالة منذ أيلول 1958 بعد إعفاء الدكتور جابر عمر من المنصب.
وفي آذار 1960، تقرر تعيين الزعيم الركن محيي الدين عبد الحميد بمنصب وزير الصناعة، ليخلف محمد حديد في المنصب، أما منصب وزير المعارف فقد ذهب إلى الزعيم الركن إسماعيل العارف. واستمر محيي الدين عبد الحميد في منصب وزير الصناعة حتى ثورة عام 1963.

## بعد 8 شباط 1963
أطلق سراحه في 14 أيار 1964، وتوفي سنة 1993 ببغداد 